# Mangapura, Malur
Mangapura là một làng thuộc tehsil Malur, huyện Kolar, bang Karnataka, Ấn Độ.